# ماتئوزینیو
ماتئوس فرانسا سیلوا ملقب به ماتئوزینیو (انگلیسی: Matheuzinho؛ زادهٔ ۸ سپتامبر ۲۰۰۰) بازیکن فوتبال اهل برزیل است.